# بوينغ إكس بي-38 فلاينغ فورتريس
طائرة بوينغ إكس بي-38 فلاينغ فورتريس(القلعة الطائرة) كان نموذج واحد انتج لتجربة محركات أليسون V-1710 V لاستبدال محركات رايت آر-1820 سيكلون الشعاعية خلال الحرب العالمية الثانية.

## المشغلين
- القوات الجوية الأميركية

## للإستزادة
- بوينغ بي-17 القلعة الطائرة
- بوينغ إكس بي-39 سوبرفورترس
- قائمة طائرات الولايات المتحدة الأمريكية الحربية
- قائمة قاذفات القنابل

## وصلات خارجية
- مقالة متحف لقوات الجوية الأمريكية عن XB-38